# Aura Salla
Aura Salla, född 13 juni 1984 i Villmanstrand, är en finländsk politiker (Samlingspartiet). Hon är ledamot av Finlands riksdag sedan 2023.
Salla blev invald i riksdagen i riksdagsvalet 2023 med 4 189 röster från Helsingfors valkrets.